# 18032 Geiss
18032 Geiss è un asteroide della fascia principale. Scoperto nel 1999, presenta un'orbita caratterizzata da un semiasse maggiore pari a 2,8344331 UA e da un'eccentricità di 0,1393204, inclinata di 11,66180° rispetto all'eclittica.
L'asteroide è dedicato a Johannes Geiss (1926-), scienziato spaziale svizzero vincitore di numerosi premi internazionali.